# Ljungbacken
Ljungbacken är en småort i Everlövs socken i Sjöbo kommun, Skåne län.